# Андербрюгге, Инго
И́нго Андербрю́гге (нем. Ingo Anderbrügge; 2 января 1964, Даттельн, Германия) — немецкий футболист и футбольный тренер. Выступал на позиции полузащитника.

## Карьера

### Клубная
Андербрюгге начал профессиональную футбольную карьеру в дортмундской «Боруссии». Андербрюгге дебютировал во взрослой команде 7 июля 1984 года.
После плохого сезона 1987/88 в «Боруссии» немец перешёл в «Шальке 04». Он пришёл в «Шальке 04» в начале сезона 1988/89, когда гельзенкирхенский клуб играл во Второй Бундеслиге. Андербрюгге регулярно выходил на поле в составе «Шальке 04» в течение 6 лет. В 1997 году Инго Андербрюгге в составе немецкой команды выиграл Кубок УЕФА. Немецкий полузащитник сыграл 33 матча в трёх следующих сезонах. В итоге, в 2000 году он покинул «Шальке 04».
Андербрюгге перешёл в клуб Третьей лиги «Шпортфройнде». Инго провёл всего 5 игр за этот клуб, не забив ни одного гола. По окончании сезона в 2001 году Инго Андербрюгге завершил карьеру.

### Тренерская
В марте 2008 года Андербрюгге начал свою тренерскую деятельность в том же дивизионе, где он завершал карьеру. Он тренировал «Вернер СК 2000», «Эркеншвик», «Хюлс» и «Ваккер» из Бургхаузена.

## Американский футбол
После окончания карьеры футболиста и до начала занятия тренерской деятельностью Андербрюгге сыграл 2 сезона в НФЛ Европа за команду «Рейн Файр». Также Андербрюгге основал футбольную школу и в марте 2009 года был назначен техническим директором Немецкого Футбольного Интерната, школы-интерната для молодых футболистов.